# Eichkopf (Kieselbach)
Der bewaldete Berg Eichkopf hat eine Gipfelhöhe von 366 m ü. NN und zählt zum Südrand des Frauenseer Forst. Er befindet sich zwischen den Ortsteilen Kieselbach und Kambachsmühle der Gemeinde  Krayenberggemeinde im Wartburgkreis in Thüringen.
Der Eichkopf bietet mehrere Aussichtspunkte auf das Werratal um Merkers-Kieselbach. In Gipfelnähe steht die „Kreuzbuche“. 
Der Südhang wird seit Jahrhunderten intensiv landwirtschaftlich genutzt, die wenigen Feldwege enden bei einem LPG-Gebäudekomplex am Ortsrand.